# Sármássy Miklós
Sármássy Miklós (Pozsony, 1901. június 14. – Budapest, 1963. július 29.) magyar színész, rendező.

## Élete
1918-ban Pozsonyban (?), 1921–22-ben Újpesten, 1923–24-ben Székesfehérvárott, 1925–26-ban a Belvárosi és a Renaissance Színházban, 1926-ban Forgács Rózsi Kamaraszínházában, 1928–29-ben Miklósy Imre társulatában, 1929-30-ban Pécsett játszott. 1930–1935-ben ismét Miklósy Imrénél szerepelt. 1935–36-ban a Royal Színházban valamint a Kamara és a Bethlen Téri Színházban szerepelt. 1936–37-ben a debreceni társulatban, 1938–40-ben a Belvárosi Színházban, 1940–42-ben a nagyváradi társulatban szerepelt. 1943–44-ben a Víg- és a Pesti Színház színésze és rendezője volt. Gyakran hívták vidéki igazgatók is, beugró színésznek. 1947–48-ban a Kis Színházban, 1949–51-ben Miskolcon, 1951–54-ben az Úttörő és az Ifjúsági Színházban, 1954–61-ben Pécsett játszott. Kezdetben hős-, majd később jellemszerepeket keltett életre. Prózai műveket is rendezett. 1935-ben Bánhidi László színművésszel játszott együtt a Tíz perc alibi című darabban a Bethlen téri Színházban. 1961-ben megkapta az érdemes művész elismerést.

## Fontosabb színházi szerepei
- Ádám (Madách I.: Az ember tragédiája)
- Bolingbroke (Scribe: Egy pohár víz)
- Sartorius (Shaw: Szerelmi házasság)

## Fontosabb rendezései
- Hevesi S.: A bűvészinas
- Shaw: Az imádó és a férje
- Lavery: Az Úr katonái

## Filmjei
- Földindulás (1940) – Falusi ember
- Rákóczi hadnagya (1954) – Inczédy ezredes
- Szent Péter esernyője (1958)[2] – Gregorics fivére
- A Noszty fiú esete Tóth Marival (1960)
- Az ígéret földje (1961)
- Egyiptomi történet (1963)

## Díjai, elismerései
- Érdemes művész (1961)